# Robert Ernest House
Robert Ernest House (* 3. August 1875 in Farmers Branch, Texas; † 15. Juli 1930) war ein US-amerikanischer Mediziner. Er gilt als Entdecker des Wahrheitsserums (trust serum) Scopolamin.
House besuchte die Dallas High School mit dem Abschluss 1893 und studierte an der Washington and Lee University, der University of Texas Medical Branch in Galveston und ab 1897 an der Tulane University mit der Promotion in Medizin (M.D.) 1899. Danach folgte ein einjähriges Arztpraktikum (Internship) am Dallas City Hospital. 1900 ließ er sich mit einer Praxis in Ferris (Texas) nieder. Er heiratete Mary Alma Orr, mit der er zwei Söhne hatte.
Er spezialisierte sich auf Geburtshilfe (Florence-Roser-Methode) und forschte über psychische Krankheiten. 1924 entdeckte er die Wirkung von Scopolamin als Wahrheitsserum in seiner Geburtshilfe-Praxis, (um einen Dämmerungsschlaf der Patientinnen zu erreichen). Das fand in den USA große Aufmerksamkeit und er arbeitete in der Folge mit Kriminologen in Texas zusammen, um von Verdächtigen wahrheitsgemäße Aussagen zu erhalten. Damals war er Assistant Physician (Assistenzarzt) in Ellis County. Er verwendete das Medikament (Scopolamin-Hydrobromid), auch um psychiatrische Diagnosen zu erstellen. Später war House Arzt bei der Southern Pacific Railroad. 1929 erlitt er einen Schlaganfall, der ihn lähmte.
Er wurde aufgrund seiner kriminologischen Arbeit Ehrenmitglied der National Police Commission, des Internal Bureau for Identification und der Texas Sheriffs' Association. House war Fellow der American Medical Association, der Southern Medical Association, der Texas Medical Association und der International Academy of Historical Sciences.